# Crise de sucessão do Mónaco (1918)
A Crise de sucessão do Mónaco, em 1918, surgiu como resultado do Príncipe reinante, Alberto I (filho de Carlos III), não ter um neto varão. Alberto só tinha um filho, Luís (o futuro Luís II), que permanecia solteiro. O seu parente mais próximo era o primo de Alberto, Guilherme, Duque de Urach (1864-1928), um cidadão alemão, nascido no Mónaco e filho da tia de Alberto, Florestine. Dada a legitimidade das leis normais, parecia provável que o Mónaco iria passar para as mãos do alemão. No entanto, a França não permitiria isso, dada a sua rivalidade com os alemães, em 1870-71 e, em seguida, na Primeira Guerra Mundial, e considerando a ilustre carreira de Luís no Exército francês.

## Nascimento e reconhecimento de Charlotte
Luís, enquanto servia no Exército francês, ajudou a lavadeira do seu regimento, que lhe pediu para cuidar da sua filha, Marie Juliette Louvet. Luís e Marie tornaram-se um casal e tiveram uma filha, Charlotte Louvet. Luís reconheceu-a como sua filha, em 1900.
Uma portaria de 15 de Maio de 1911, reconheceu-a como filha de Luís, e admitiu-a na família Grimaldi. No entanto, esta foi uma violação dos estatutos de 1882, tornando-se inválida, com o Conselho Nacional do Mónaco a chamar a atenção do príncipe, em 1918. Como consequência, uma alteração de 30 de Outubro de 1918, modificou os estatutos para permitir que o príncipe, ou, com o consentimento do príncipe, o Príncipe Herdeiro de Mônaco, na falta de legitimidade da sua própria emissão, em adoptar uma criança da família ou não. A criança plenamente adoptada, herda todos os direitos, títulos e prerrogativas da pessoa que a adoptou, incluindo os direitos de sucessão da Coroa. Os estatutos também disseram que os filhos adoptados pelo príncipe deveriam estar sempre depois dos filhos biológicos, na ordem de sucessão. Outra portaria de 31 de Outubro indicou as condições para uma aprovação.

## Tratado francês de 1918
Enquanto estava em curso o processo de adopção, e dado o fracasso dos ataques alemães de 1918, a França persuadiu o príncipe Alberto a assinar um tratado restritivo, em Paris, em 17 de Julho de 1918. O artigo 2.º estipulou que os futuros príncipes do Mónaco estavam sujeitos à aprovação francesa, limitando assim a soberania do Mónaco:
"As medidas relativas às relações internacionais do Principado devem ser objecto de consultas prévias entre o Governo do Principado e do Governo francês. O mesmo se aplica às medidas relativas, directa ou indirectamente, ao exercício da regência ou uma sucessão ao trono, que será, quer seja por casamento ou por adopção ou de outro modo, passar para uma só pessoa, que deve ser de nacionalidade monegasca ou francesa, e aprovada pelo Governo francês."

## Adopção de Charlotte e estatuto de herdeira
Posteriormente, Charlotte foi aprovada por Luís, em Paris, na embaixada monegasca, em 16 de Maio de 1919, na presença do Presidente francês, Alberto I, Luís e o Prefeito do Mónaco. Existe uma dúvida sobre a legalidade da adopção. O código civil monegasco (artigos 240 e 243) exige que o adoptante deva ter, no mínimo, 50 anos e a adoptada, 21. Uma portaria de 1918, alterou o limite de idade para 18 (Charlotte tinha 20 no momento da aprovação), mas não a outros limites etários, enquanto que na época Luís tinha 48.
Charlotte foi intitulada Duquesa de Valentinois por Alberto I, em 20 de maio de 1919, e no dia 1 de agosto de 1922, foi designada Princesa Hereditária do Mónaco, após a ascensão da Luís II ao trono, em 22 de junho. Em 1920, ela casou com o Conde Pierre de Polignac (1895-1964, de quem se divorciou em 1933), um membro de um ramo da família francesa Polignac. Uma portaria de 18 de março, mudou o nome dele e as suas armas para as dos Grimaldi, em 20 de Março, sendo autorizado a ostentar o título de Duque de Valentinois. A Princesa Charlotte, Duquesa de Valentinois e Pierre Grimaldi tiveram uma filha, a Princesa Antoinette e um filho, Rainier (o futuro Rainier III).
Guilherme de Urach renunciou à sua pretensão em 1924, e passou-a aos seus outros primos franceses, os Condes de Chabrillan.

## A renúncia de Charlotte
Por declaração de 30 de Maio de 1944, em Paris, Charlotte cedeu os seus direitos a Rainier (com uma reserva, se ele morresse antes), e Rainier aceitou, em Paris, em 1 de Junho. Uma portaria de 2 de Junho de 1944, reconheceu o príncipe com parecer favorável a estas declarações, e foi feito Rainier, Príncipe Hereditário. Quando o Journal de Monaco publicou a portaria de 22 de Junho de 1944, ele acrescentou: "Sua Excelência, o Conde de Maleville, ministro do Mónaco na França, foi convidado a informar o governo francês deste evento, nos termos das cláusulas do tratado de 17 de Julho de 1918." O governo francês, na época, ainda era o regime de Vichy.
Luís II morreu em 9 de Maio de 1949. Na ausência de herdeiro do sexo masculino da família Goyon-Matignon, os títulos de Valentinois e de Estouteville, tornaram-se extintas em França pela Lei sálica. O Principado do Mónaco passou a ser governado por Rainier III. Antes de Rainier casar com Grace Kelly, em Abril de 1956, ele notificou o Governo francês dos seus planos, ao que o Ministério dos Negócios Estrangeiros francês respondeu com uma mensagem de felicitações.